# مرجافان
مرجافان هو فيلم أكشن درامي هندي، من إخراج ميلاب زافري والأدوار الرَّئيسية من أداء ريتيش ديشموك، سيدهارث مالهوترا، تارا سوتاريا وراكول بريت سينج. ووصف المنتج المشارك بوشان كومار الفيلم أنَّه «قصَّة حب عنيفة ودراميَّة». كان من المقرَّر إصدار الفيلم في 2 أكتوبر 2019، لكنَّه تأجَّل، وكان الإصدار في الهند في 15 نوفمبر 2019.

## القصَّة
راغو هو تابع مخلص للرَّجل البلطجي المحلي نارايان آنا الذي يسيطر على مافيا المياه في مومباي. إعتماد آنا على راغو لم يعجب فيشنو، ابن آنا، يبلغ طوله فقط ثلاثة أقدام فقط. عندما يقع راغو بحب زويا، فتاة كشميَّرية بكماء تحب الموسيقى وتعلِّم الأطفال الموسيقى، استغل فيشنو هذه الفرصة لتشويه سمعة التَّابع المفضل لوالده.
يختطف فيشنو جايتوندي، واحد من أعداء آنا، ويخبر طفلاً إختارته زويا لمهرجانها الموسيقي لإطلاق النار عليه. ترى زويا هذا وتهرب، لكن فيشنو في الأساس كان يعلم بوجودها. يخبر فيشنو آنا أنه كان يوجد شاهد عيان على مقتل جايتوندي، وذلك الشاهد هو زويا، لذلك يأمر آنا راغو بقتل زويا، دون أن بعلم أن راغو يحبها. وجد راغو زويا ويحاول الهرب من آنا وفيشنو، لكن فيشنو يمسك بهم ويأمر بقتل راغو، زويا وجميع الأطفال.
يخبر آنا راغو أنَّه سيكون هو والأطفال بأمان إذا قتل زويا فقط، لأنَّها شاهد عيان على مقتل جايتوندي. تطلب زويا من راغو أن يقتلها لكي يبقى هو والأطفال بسلام. تعطي زويا راغو المسدس، وتضع إبهامها عليه، تضغط على الزناد، وتموت بين ذراعيه.
تعتقل الشرطة راغو المصدوم لقتل زويا؛ في السِّجن، يصبح راغو حزين ومكسور. يساعد الأطفال وأصدقاء راغو في دفن زويا. يحاول فيشنو بقتل راغو في السجن، لعلمه بأنه إذا تم إطلاق سراحه سيثأر.
على الرُّغم من ذلك، يتفوق راغو على الحمقى الذين وظفهم فيشنو.
بعد ذلك يهاجم فيشنو ويقطع ساق صديق راغو مظهر لأن مظهر ركله.
عندما أخبره آنا أن راغو سيحكم عليه بالسجن مدى الحياة، يساعد فيشنو  راغو على الخروج من خلال رشوة الأدلة، تخطيطاً لقتل راغو عند إطلاق سراحه.
مع ذلك، عندما يعود راغو، يرى فيشنو أنَّ راغو لم يعد الشخص الذي كان عليه بعد وفاة زويا. أخبر آنا فيشنو أنَّ راغو مات في اليوم الذي قتل فيه زويا.
يحاول فيشنو بعدة طرق ليعيد راغو إلى طرقه القديمة لكنه يفشل.
لقد تغيَّر راغو بالكامل، وكل عاداته القديمة تغيَّرت.
يمسك آنا به ويحذِّره من ذلك، لكن فيشنو يقتل آنا بغضب ويرسل الحمقى لقتل راغو. على الرغم من ذلك، يقتل راغو الجميع ويدفنهم. يزور قبر زويا ويتعهد بالإنتقام من فيشنو؛ ينضم معه أصدقاؤه في هذه المهمة.
في يوم دوسيرا، عندما يأتي فيشنو ليحرق معبود رافانا، يصل راغو ويبدأ في ضرب كل الحمقى. اخترق فيشنو سهماً نحو قلب راغو، لكن راغو قذف السَّهم نحو الأرض وأحرقه. عند موته، يرى راغو روح زويا ومات بسلام، محاطاً بالأصدقاء والعائلة. وصلت الشرطة، وأبلغ المفتش مفوض الشرطة رافي ياداف أنَّ راغو مات، ردَّ ACP أن راغو عاد إلى حياته، التي كانت مع زويا.

## الممثِّلون
- ريتيش ديشموك بدور فيشنو
- سيدهارت مالهوترا بدور راغو
- تارا سوتاريا بدور زويا
- راكول بريت سينج بدور أرزو
- ناصر
- شاد راندهافا
- رافي كيشان
- فاريندر سينج غهومان
- بيكرامجيت كنواربال
- جودان كومار
- نورة فتحي (بدور في أغنية "Maasakali")
- نسرت بهروشا (بدور في أغنية "Peeyu Datt Ke")

## الأغاني
1. Tum Hi Aana
2. Kinna Sona
3. Ek To Kam Zindagani
4.Thodi Jagah
5. Hasbi Rabbi

## روابط خارجيّة
مرجافان على موقع IMDb (الإنجليزية)
- مرجافان على موقع روتن توميتوز (الإنجليزية)
- مرجافان على موقع ألو سيني (الفرنسية)
- مرجافان على موقع فيلمافينيتي (الإسبانية)
- مرجافان على موقع قاعدة بيانات الفيلم (الإنجليزية)
- مرجافان على موقع ليتربوكسد (الإنجليزية)
- مرجافان على موقع كينوبويسك (الروسية)